# بلیچ: جنگ خونین هزار ساله
بلیچ: جنگ خونین هزار ساله (ژاپنی: BLEACH 千年血戦篇 هپبورن: Burīchi: Sennen Kessen-hen) که تحت عنوان بلیچ: جنگ خونین نیز شناخته می‌شود، یک مجموعه تلویزیونی انیمه ژاپنی با الهام از سری مانگای بلیچ اثر تیته کوبو و دنبالهٔ مستقیم انیمهٔ بلیچ است. در مارس ۲۰۲۰، هفته‌نامه شونن جامپ و «بیستمین سالگرد پروژه بلیچ و مراسم معارفه پروژه جدید تیته کوبو» اعلام کردند آخرین آرک داستانی مانگا، «جنگ خونین هزار ساله» تبدیل به یک پروژه انیمه خواهد شد. در نوامبر ۲۰۲۰، تأیید شد که پروژه انیمه یک مجموعه تلویزیونی با اقتباس از کل آرک داستانی خواهد بود. از پیش‌پرده و کیفیت تصویری این سری در جشنوارهٔ جامپ فستا در دسامبر ۲۰۲۱ رونمایی شد.
جنگ خونین هزار ساله به کارگردانی توموهیسا تاگوچی است و در ۱۱ اکتبر ۲۰۲۲ از تی‌وی توکیو پخش شد. این مجموعه در چهار بخش مجزا و با وقفه به نمایش در خواهد آمد. نخستین بخش جنگ خونین، شامل سیزده قسمت بود که در دسامبر همان سال به پایان رسید. دومین بخش به نام جدایی، نیز شامل سیزده قسمت بود که از ۸ ژوئیه تا ۳۰ سپتامبر ۲۰۲۳ به نمایش درآمد. سومین بخش تحت عنوان کشمکش، در پاییز سال ۲۰۲۴ از شبکه تی وی توکیو  شروع به پخش کرده است.